# Mission Church
La Mission Church est une église construite en 1829 et située sur l'île Mackinac dans l'État du Michigan aux États-Unis. Il s'agit de la plus vieille église toujours existante du Michigan. Elle fait partie d'un complexe composé également de la Mission House et qui avait pour but à l'origine d'accueillir une mission calviniste. L'église fait partie du parc d'État de Mackinac Island et est classée dans le Registre national des lieux historiques.